# Lancet Countdown
Lancet Countdown je mezinárodní výzkumný projekt sledující reakce světa na současnou změnu klimatu a z ní vyplývající dopady na naše zdraví. Smyslem této platformy je poskytovat vládám kvalitní a podložené informace pro tvorbu politik a monitorovat jejich činnost a pokrok v oblasti zdraví a změny klimatu. Lancet Countdown se mimo jiné snaží přimět vlády k zodpovědnosti za jejich závazky vyplývající z Pařížské dohody.
Zdravotní stav populace je z hlediska klimatické změny ovlivňován například vlnami horka, extrémními výkyvy počasí, záplavami, suchem (a s ním spojenou nedostatečnou výživou a nedostatkem pitné vody), znečištěním ovzduší, změnami ve způsobu šíření infekčních chorob i zhoršováním chudoby a duševního zdraví. Klimatická změna má podle Světové zdravotnické organizace potenciál zvrátit desítky let pokroku v oblasti globálního zdraví a lze předpokládat, že v letech 2030 až 2050 zapříčiní nárůst o zhruba 250 000 úmrtí ročně, která budou způsobena podvýživou, malárií, průjmovými onemocněními a vysokými teplotami. Hlavním impulsem ke vzniku Lancet Countdown bylo přesvědčení, že naše reakce na změnu klimatu bude představovat "největší příležitost pro zdraví v 21. století" (z angl. "the greatest global health opportunity of the 21st century").
Lancet Countdown staví zdraví do centra zájmu a usiluje o to, aby byla změna klimatu vládami chápána v přímé souvislosti se zdravím. Klimatická změna by mohla podle organizace ohrozit výdobytky moderní medicíny i dosaženou životní úroveň. Od roku 2015 do roku 2030 se Lancet Countdown zavázal k publikaci každoročních zpráv (tzv. reportů). Zprávy sledují vztah mezi zdravím a změnou klimatu pomocí 41 indikátorů v 5 klíčových oblastech:
- dopady změny klimatu na zdraví,
- odolnost a adaptace lidského zdraví na klimatickou změnu,
- zdravotní přínosy mitigace (zmírňování klimatické změny),
- financování a ekonomika spojená se zdravím a změnou klimatu,
- politická jednání, závazky a všeobecná angažovanost.[3]

Název Lancet Countdown je odvozen od stejnojmenné společnosti The Lancet založené roku 1823, která se zaměřuje na zlepšování kvality života lékařským výzkumem. The Lancet vydává týdeník a měsíční odborný časopis z oblasti zdraví dětí a dospívajících, infekčních chorob, psychiatrie, neurologie, globálního zdraví, endokrinologie, respirační medicíny, hematologie, gastroenterologie a mnohých dalších medicínských oborů. Na výzkumu a přípravě každoročních zpráv se však podílí odborníci i z mnoha nelékařských oborů, například klimatologové, odborníci z energetického průmyslu, politologové a ekonomové.

## Zpráva 2015
První oficiální dokument Lancet Countdown, respektive projekt Lancet Countdown, vznikl na základě přesvědčení, že přestože je klimatická změna široce diskutována napříč mezinárodními organizacemi (Světová banka, Mezivládní panel pro změnu klimatu - IPCC, Rámcová úmluva OSN o změně klimatu, Světová zdravotnická organizace, G20), dopad na globální zdraví je i tak opomíjen. "Top-down" přístup (tedy shora dolů, kdy mezinárodní dohodu následují vnitrostátní právní předpisy, které musí podniky a jednotlivci dodržovat) už navíc není dostačující. Z toho důvodu se Lancet Countdown zavazuje poskytovat doporučení mimo jiné právě vládám států. Zpráva zmiňuje také veřejné mínění jako silný faktor toho, do jaké míry budou vlády schopny jednat a prosazovat klimatická opatření, ale také jakým způsobem na daná opatření budou občané reagovat, a tedy do jaké míry budou úspěšná. Přestože podle globálního průzkumu z roku 2013 lidé obecně vnímají klimatickou změnu jako hrozbu, jednotlivé regiony se od sebe silně liší. Z devíti evropských zkoumaných zemí to byli právě čeští respondenti, kteří vnímali klimatickou změnu jako velkou hrozbu nejméně (35 %), v Řecku to bylo naopak až 86 % respondentů. Ze všech kontinentů bylo vnímání klimatické změny napříč státy nejvyváženější, a co se týče závažnosti i nejvyšší, v Jižní Americe.
Součástí zprávy je několik doporučení vládám:
1. investovat do výzkumu a monitoringu klimatické změny,
2. posílit financování zdravotnictví po celém světě, obzvláště v rozvojových zemích, aby se zvýšila jejich odolnost vůči změně klimatu a snížil dopad zdravotní péče na životní prostředí,
3. předcházet kardiovaskulárním a respiračním onemocněním přechodem na "bezuhelnou" energetiku,
4. podporovat ozeleňování měst a přechod na zdravý životní styl,
5. stanovit rámec pro silný a předvídatelný mezinárodní mechanismus cen uhlíkových emisí,
6. rozšířit přístup k obnovitelným energiím v rozvojových zemích,
7. kvantifikovat výsledky spojené s mitigací klimatické změny (např. úbytek chorob, snížené náklady na zdravotní péči, zvýšenou ekonomickou produktivitu apod.),
8. posílit a usnadnit spolupráci mezi ministerstvy zdravotnictví a dalšími vládními úřady a integrovat otázku zdraví a změny klimatu do celoevropských strategií,
9. vytvořit mezinárodní dohodu, která bude podporovat země v přechodu na nízkouhlíkovou ekonomiku.[6]

Způsob, jakým odpovíme na klimatickou změnu bude největší výzvou i příležitostí pro globální zdraví 21. století. Tento závěr z první zprávy, kterou Lancet komise vydala, se stal neoficiálním motem platformy i pro příští roky. Zpráva zároveň upozorňuje, že dopady klimatické změny v budoucnosti budou představovat neúnosné a potenciálně katastrofické riziko pro zdravotní stav následujících generací. V závěru zprávy jsou zmíněny i optimistické důvody, jak může odpověď na klimatickou změnu zlepšit i jiné oblasti našeho života, než jen zdraví. Mezi nimi je například snížení sociálních nerovností, vymýcení chudoby či nekonečné možnosti technologických inovací.

## Zpráva 2016
Zpráva z roku 2016 je nejkratším ze všech uvedených dokumentů a přehledně pojednává o pěti výše zmíněných tematických oblastech výzkumu, ve kterých si Lancet komise stanovila pracovat, a o sestavení výzkumných týmů a obecné organizační struktuře platformy Lancet Countdown.

## Zpráva 2017
Nejvýraznějším závěrem tohoto dokumentu je zjištění, že dopady klimatické změny jsou nerovnoměrné a nejvíce ovlivňují komunity, které na ní mají nejmenší podíl, a ty skupiny společnosti, které jsou nejzranitelnější (ať už se jedná o děti a starší lidi ohrožené na zdraví či farmáře ohrožené na živobytí). Zpráva také zdůrazňuje možnosti a odpovědnost zdravotnického personálu, který by měl veřejnosti i tvůrcům politik sdělovat a vysvětlovat hrozby a příležitosti klimatické změny. Součástí tohoto dokumentu je i zhodnocení deseti doporučení vládám ze zprávy z roku 2015 (viz níže). Pozitivně byl hodnocen zejména pokrok v oblasti podpory obnovitelných energií, snižování podílu fosilní energie a financování výzkumu vlivu klimatické změny na zdraví. Další důvody k optimismu Lancet komise spatřuje na poli politické sféry, a to především od roku 2012 např. díky Pařížské dohodě, nárůstu využívání obnovitelných energií a podpoře a investicím v oblasti udržitelné dopravy.

## Zpráva 2018
Během roku 2017 se prokázal dramatický a vzrůstající vliv změny klimatu na zdraví nejzranitelnějších skupin populace, které ohrožují především vlny veder. Ty mají vliv i na práceschopnost a zapříčinily ztrátu až 153 bilionů hodin práce na celém světě. V otázce podpory a financování adaptačních opatření tvoří oblast veřejného zdraví stále příliš nízký podíl (pouze 3,8 % z rozpočtu na adaptaci). Naopak slibný vývoj podle komise pokračuje v oblasti obnovitelných energií a postupného nahrazování či vyřazování fosilních paliv z podílu na světové energetické produkci, což by mělo nadále snižovat mortalitu vlivem znečištění ovzduší. Globální změna klimatu má podle Lancet Countdown vliv na zvyšující se výskyt úzkostí, depresí, posttraumatických syndromů či závislostí na drogách a alkoholu. Všechny tyto problémy vedou v rostoucí počet pokusů o sebevraždu i dokonaných sebevražd. Se změnou klimatu z psychologického hlediska navíc přímo souvisí koncept zvaný environmentální žal.

## Zpráva 2019
Na tomto dokumentu spolupracovalo 35 institucí, včetně například Světové banky či Světové zdravotnické organizace. Hlavním tématem zprávy je bezprecedentní vliv klimatické změny na zdravotní stav a budoucí životní způsob dnešních dětí.
Některé skupiny obyvatel, jako jsou děti, těhotné ženy, lidé nad 65 let a lidé pracující venku, jsou klimatickou změnou, a především vlnami horka, ohroženy více. Lancet Countdown ve zprávě varuje před možnými souvislostmi mezi klimatickou změnou a potenciálním nárůstem úmrtí dospělých i dětí v následujících letech. Upozorňuje na bezprecedentní zdravotní rizika a celoživotní zdravotní následky dnešních dětí i novorozenců vyplývající z rostoucích teplot a s nimi souvisejícím šířením infekčních nemocí, vlnami veder, požáry, záplavami a obtížnějším přístupem k výživě a pitné vodě. Znečištění ovzduší také představuje vysoké riziko pro vývoj plic u dětí a mladých lidí. Znečištění ovzduší tak podle Lancet Countdown vede k vyššímu výskytu astmatu a riziku infarktů a mrtvic.
Globální oteplování ovlivňuje výskyt a migraci živočišných druhů, a tím například podporuje šíření bakterií, které způsobují průjmová onemocnění (např. cholera). Změna teplot také vytváří vhodné podmínky pro rozmnožování komárů přenášejících malárii a horečku dengue, čímž vystavuje riziku i těmito onemocněními dosud nezasažené oblasti, jako je například jižní Evropa. Zpráva apeluje na nutnost udržet růst průměrné globální teploty pod dvěma stupni Celsia. Odborníci z hlediska přímého vlivu globálního oteplování na lidské tělo varují především před teplotními extrémy v letních měsících. Vlny horka jsou rok od roku delší, stupňují se a ohrožují stále větší část pevniny. Postupnému růstu globální teploty se lidské tělo jako takové zatím zvládá přizpůsobit.
69 % měst na celém světě již podle dokumentu vyvíjí či dokončilo posuzování rizik změny klimatu, s čímž se pojí také přijímání různých adaptačních a mitigačních (tzn. snižujících emise skleníkových plynů) opatření. Účelem zprávy je především apelovat na vlády, aby na změnu klimatu reagovaly i v souvislosti se zdravím a přijaly dostatečná opatření (např. podporovat pěší a cyklistickou infrastrukturu ve městech, vyměnit fosilní energie za obnovitelné, silnější redukce emisí, než k jaké zavazuje Pařížská dohoda, finanční pomoc rozvojovým zemím).

## Vybrané zdravotní problémy ovlivněné klimatickou změnou

### Přehřátí organismu
Jedná se o problém vyplývající z globálního oteplování, kritické situace nastávají v létě. Vlny veder negativně ovlivňují nejen méně rozvinuté země. Přestože rozvinuté státy disponují lepšími adaptačními opatřeními, jako je např. všeobecně dostupná zdravotní péče, klimatizace a spolehlivější předpověď počasí, od roku 2014 se americký stát Arizona potýká s trojnásobným nárůstem úmrtí na následky přehřátí organismu. Ve státě Nevada je nárůst téměř pětinásobný. Nejrizikovější vlny veder jsou z hlediska činnosti bazálního metabolismu v oblastech s přirozeně vlhkým podnebím (např. Indie, Pákistán, Filipíny).

### Šíření infekčních chorob
Sucho je faktor, který negativně ovlivňuje nejen schopnost produkce potravin a přístup k vodě v některých oblastech, ale také mění způsob šíření infekčních chorob. Zásadním faktorem např. v šíření chřipky není teplota, ale vlhkost vzduchu, přičemž nedostatečná vlhkost šíření chřipky napomáhá.

### Respirační problémy
Smog, polutanty, i zvířený prach z polí a dopravy (prašnost je opět způsobena nižší vlhkostí vzduchu) ovlivňují kvalitu ovzduší. Čím menší částice polutantů ve vzduchu jsou, tím hůře sedimentují, a tedy tím déle v ovzduší zůstávají. V oblastech s částicemi menšími než 1 mikrometr je vyšší tendence k akutním i chronickým respiračním problémům ovlivňujícím obyvatelstvo napříč všemi generacemi, nebo i k rakovině.